# Lucio Rodríguez Martínez
Lucio Rodríguez Martínez (Villaluenga, provincia de Toledo, 1952 - Madrid, 1975) fue un policía armado español que resultó asesinado en Madrid el 14 de julio de 1975, a las 22.20 horas, a las puertas de las oficinas centrales de Iberia, en la calle Alenza.
Su asesinato fue imputado al Frente Revolucionario Antifascista y Patriota (FRAP) y condenado a muerte el acusado José Humberto Baena Alonso, que junto a los también miembros del FRAP José Luis Sánchez Bravo y Ramón García Sanz, y a dos miembros de ETA, fueron los últimos ejecutados por el régimen de Francisco Franco.